# Trine Gregorius
Trine Gregorius (født 21. september 1957) er en dansk journalist, der oprindeligt hed Jette Nielsen.. Hun voksede op i Bakketoften, Måløv. Siden 1990 har Trine Gregorius været gift med journalist og kommunikationsrådgiver Peter Sterup.
Trine Gregorius er uddannet journalist fra Danmarks journalisthøjskole i 1989, hun har tidligere været journalist på Politiken og var i en lang årrække ansat på DR, bl.a. som politisk reporter på Radioavisen samt på P3 som studievært på Kronsj. På DR-TV var Trine Gregorius bl.a. vært for quizz-programmet Det svageste led. Hun har også været tilknyttet TV 2 blandt andet som vært på programmerne Rigets Tilstand og Rottweiler.
I en periode var Trine Gregorius kulturredaktør på B.T., hun har blandt andet skrevet romanen Den som tier (1998), flere kogebøger samt bidrag til antologier og novellesamlinger som Husk Passet, Venindeskab og Dage i Dylan. 
Siden 2003 har Trine Gregorius arbejdet freelance som foredragsholder og via ægtemandens selskab PrimeTime Kommunikation desuden som medietræner for bl.a. tidl. miljøminister Karen Ellemann . 
Hun blev i 2008 udnævnt som socialdemokratisk medlem af DRs bestyrelse som afløser for borgmester Finn Aaberg. I 2010 gennemførte hun en landsdækkende medieturné rundt til fem regioner sammen med Socialdemokraternes mediepolitiske ordfører Mogens Jensen.